# 8 (число)
8 (восемь) — натуральное число, расположенное между числами 7 и 9.

## Свойства
- Куб числа 2.
- Составное число с делителями 1, 2, 4.
- Шестое число Фибоначчи ↓5, ↑13 .
- Квадрат числа 8 — 64.
- Куб числа 8 — 512.
- Самый большой куб в последовательности Фибоначчи[1].
- Число Лейланда ↓3, ↑17 .
- Третье меандровое число и пятое открытое меандровое число[2][3].
- 28 = 256.
- 810 = 10002 = 223 = 204 = 135 = 126 = 117 = 108 = 89(и более).
- Единственное натуральное число, у которого сумма остатков при делении на все натуральные числа, меньшие него, равна самому числу:

0 + 0 + 2 + 0 + 3 + 2 + 1 = 8.
- 8 — точная степень (8 = 23). Между 8 и следующей точной степенью (9 = 32) нет ни одного простого числа. На 9 марта 2002 года известно лишь пять подобных пар: (8, 9), (25, 27), (121, 125), (2187, 2197), (32 761, 32 768)[4].
- Существует ровно 8 выпуклых дельтаэдров.